# Angophora floribunda

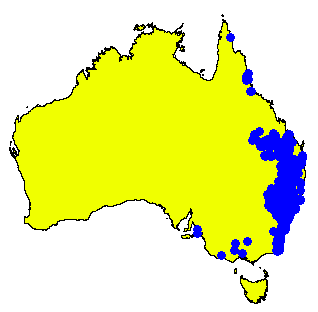
Verbreitung von Angophora floribunda

Angophora floribunda ist eine Pflanzenart innerhalb der Familie der Myrtengewächse (Myrtaceae). Sie kommt an der Ostküste von Australien vor und wird dort „Rough-barked Apple“, „Apple Box“, „Apple Tree“, „Apple“, „Boondah“, „Gum Myrtle“ oder „Rusty Gum“ genannt.

## Beschreibung

### Erscheinungsbild und Blatt
Angophora floribunda wächst als Baum, der Wuchshöhen von bis über 20 Metern, selten bis über 30 Metern erreicht. Die Borke verbleibt am gesamten Baum, ist grau oder blassbraun und kurzfasrig. Der Stammdurchmesser erreicht über 1 Meter, selten bis über 1,7 Meter.
Bei Angophora floribunda liegt Heterophyllie vor. Die einfachen Laubblätter sind immer gegenständig an den Zweigen angeordnet. Die Laubblätter an jungen Exemplaren sind sitzend und sind mit steifen, einfachen Haaren sowie borstigen Drüsenhaaren (Trichomen) bedeckt. Sie sind bei einer Länge von bis zu 9 cm und einer Breite von etwa 3,5 cm breit-lanzettlich oder schmal-elliptisch. An mittelalten Exemplaren sind die Laubblätter sind gerade, ganzrandig und matt grün. Die Laubblätter an erwachsenen Exemplaren sind in Blattstiel und Blattspreite gegliedert. Ihr Blattstiel ist 8 bis 12 mm lang. Ihre einfache Blattspreite ist bei einer Länge von 8 bis 12 cm und einer Breite von 2 bis 3 cm lanzettlich mit spitzem Spreitengrund und spitzem oberen Ende. Die Blattober- und Unterseite ist verschieden gefärbt. Die Seitennerven stehen in engen Abständen in einem stumpfen Winkel zum Hauptnerv. Die Keimblätter (Kotyledonen) sind fast kreisförmig.

### Blütenstand und Blüte
Endständig auf einem 15 bis 30 mm langen, kahlen oder selten steif behaarten Blütenstandsschaft stehen in zusammengesetzten Gesamtblütenständen mehrere Teilblütenstände. Der kahle oder steif behaarte Blütenstiel ist 4 bis 9 mm lang. Die Blütenknospen sind bei einer Länge von 4 bis 7 mm lang und einem Durchmesser von 5 bis 7 mm kugelig oder eiförmig. Die zwittrigen Blüten sind cremeweiß. Der Blütenbecher (Hypanthium) ist gerippt. Die vier Kelchblätter sind zu vier Kelchzähnen auf dem Blütenbecher reduziert. Die vier Kronblätter besitzen eine Länge sowie eine Breite von je 3 bis 4 mm.

### Frucht und Samen
Die gestielte Frucht ist bei einer Länge von 7 bis 10 mm und einem Durchmesser von 8 bis 10 mm kugelig oder eiförmig und oft verjüngt sie sich auch zur Spitze hin. Der Diskus ist flach und vom Rand des Blütenbechers verdeckt oder auch eingedrückt. Die kniescheibenförmigen Samen sind regelmäßig und abgeflacht, glatt und seidenmatt rot.

## Vorkommen
Das Hauptverbreitungsgebiet von Angophora floribunda befindet sich entlang der Ostküste Australiens von mittleren Queensland bis zum südlichen New South Wales, sowie im Tafelland New Englands. Vereinzelt tritt sie auch im Norden von Queensland, in Victoria oder in South Australia auf. Angophora floribunda kommt weit verbreitet verstreut und örtlich auch häufig vor.
Angophora floribunda gedeiht hauptsächlich auf tiefen Sandböden in Flussauen.

## Taxonomie
Die Erstveröffentlichung erfolgte 1797 durch James Edward Smith unter dem Namen (Basionym) Metrosideros floribunda Sm. in Transactions of the Linnean Society of London, Volume 3, S. 267. Die Neukombination zu Angophora floribunda (Sm.) Sweet erfolgte 1830 durch den englischen Botaniker Robert Sweet in Sweet’s Hortus Britannicus, 2. Auflage, S. 209. Weitere Synonyme für Angophora floribunda (Sm.) Sweet sind Angophora intermedia DC., Angophora orchophylla R.T.Baker, Acmena floribunda (Sm.) DC., Eucalyptus florida Brooker, Angophora floribunda (Sm.) Sweet var. floribunda, Acmena floribunda (Sm.) DC. var. floribunda und Angophora intermedia DC. var. intermedia.
Das Artepitheton floribunda ist vom lateinischen Wort floribundus für reichblütig abgeleitet.